# Kryptopterus bicirrhis
Kryptopterus bicirrhis (Сомік двовусий) — вид риб з роду Kryptopterus родини Сомові ряду сомоподібні. Інші назви «скляний сом», «риба-примара».

## Опис
Загальна довжина сягає 15 см (в акваріумі — до 9 см). Самиці трохи більші за самців. Голова сильно сплощена зверху, загострена. Очі середнього розміру. Рот помірно широкий. Біля рота розташовано 2 довгих верхньощелепні вусики. Тулуб подовжений, ланцетоподібний, сильно стиснутий з боків. Спинний плавець крихітний, розташовано за головою. Грудні та черевні плавці невеличкі. Анальний плавець довгий: починається від голови, проходить уздовж усього нижнього профілю риби (загалом має 55—68 м'яких променів). Цей плавець постійно здійснює хвилеподібні рухи. Хвостовий плавець довший за голову, його роздвоєно.
Тулуб вище бічної лінії та частково у нижній частині прозорий, крізь який можливо побачити усю внутрішню будову цього сома, зокрема скелет і внутрішні органи. Інші частини сізиваті, окрім чорнуватої голови. Уздовж боків проходять 2 чорнуваті смужки. Хвостовий плавець прозорий.

## Спосіб життя
Є бентопелагічною. Зустрічається у великих річках з середньою течією та каламутною та проточною водою, тримається берегів. Доволі рухлива риба. Утворює косяки від 100 й більше особин. Вдень «стоїть» на одному місці у косяки або в укритті. Полює зазвичай у присмерку або на світанні. Живиться личинками комах, дрібними ракоподібними, рибою.
Статева зрілість настає у 1,5—2 роки при довжині 5—7 см.
Є об'єктом місцевого рибальства, використовується задля приготування рибного соусу — прахок.
Тривалість життя становить 5 років.

## Розповсюдження
Мешкає в басейнах річок Чао-Прайя, Меконг, а також водоймах Малаккського півострова, островів Ява, Суматра і Калімантан.